# Ratibida
Ratibida là một chi thực vật có hoa trong họ Cúc (Asteraceae).

## Loài
Chi Ratibida gồm các loài: